# Der vierundzwanzigste Februar
Der vierundzwanzigste Februar ist ein einaktiges Melodram aus dem Jahr 1808 von Zacharias Werner. Werner begründete damit die Gattung des Schicksalsdramas.

## Theatergeschichtliches Umfeld
Die damals moderne Ausstattung dieses Stücks mit einer realistischen Simultanbühne, auf der ein paralleles Geschehen in zwei Räumen abläuft, lässt vermuten, dass es sich um die Bearbeitung einer aktuellen französischen oder englischen Vorlage handelt. Werner kannte die Schweiz als Schauplatz der Handlung ebenso wie die Pariser Theaterverhältnisse aus eigener Erfahrung. Eine Vorlage wurde bisher jedoch nicht gefunden.

## Handlung

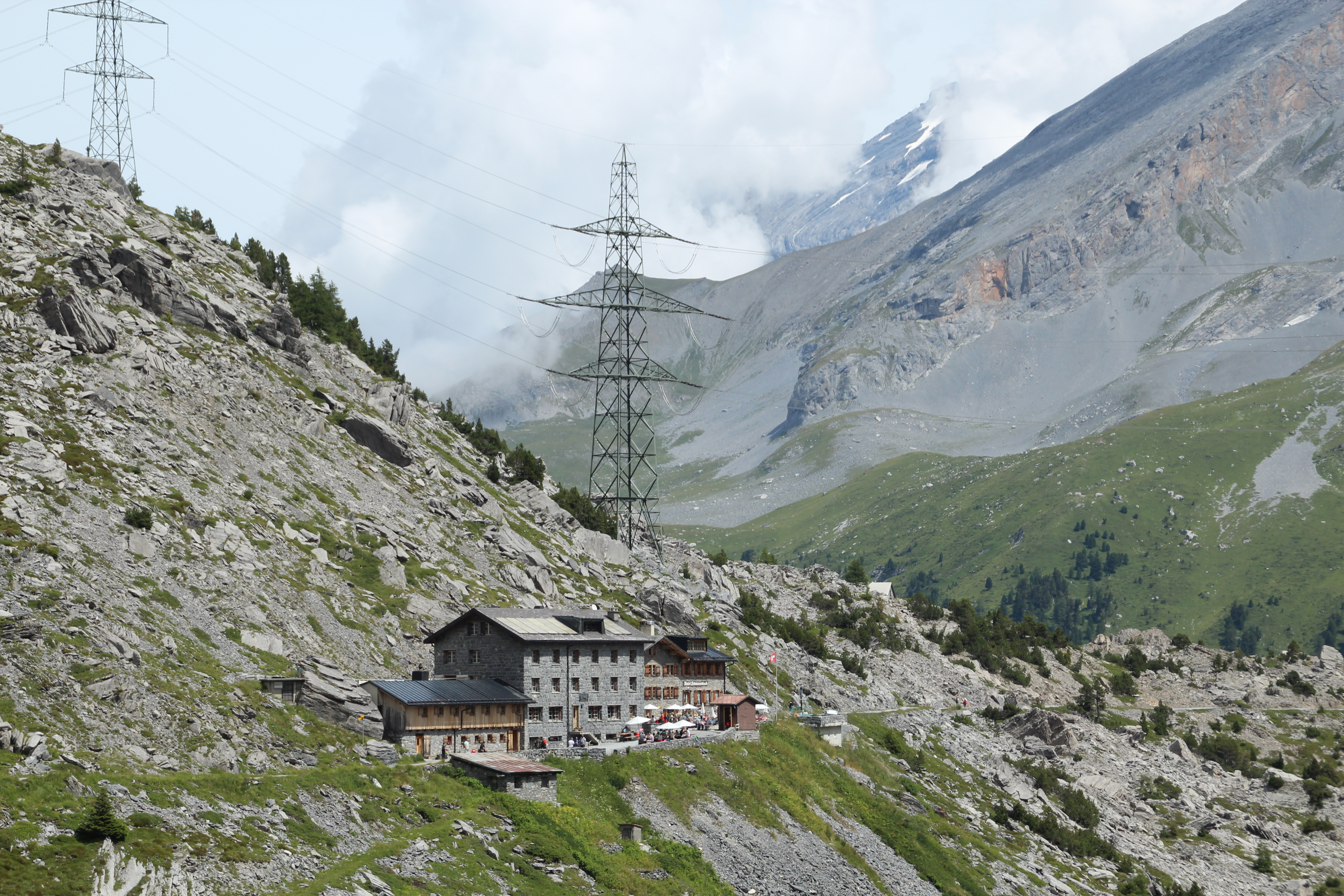
Ort der Handlung: Berghaus Schwarenbach

Der ehemalige eidgenössische Soldat Kunz Kuruth lebt mit seiner Frau Trude im „Schwarrbach“ (der Autor dachte wohl an das Berghaus Schwarenbach) auf dem Gemmipass zwischen Leukerbad und Kandersteg. Kunz hat seinen Vater an einem 24. Februar mit dem Messer bedroht, worauf dieser angeblich an einem Schlaganfall gestorben ist. Seither ereignen sich an diesem Tag stets Katastrophen. Gänzlich heruntergekommen, hat Kunz nun einen Gerichtsbescheid erhalten, der besagt, dass er wegen seiner Schulden mit Trude in die Fronfeste gebracht werden soll. Er beschließt, sich auf dem Weg dorthin umzubringen. Die verzweifelte Trude schlägt vor, stattdessen stehlen oder betteln zu gehen, was Kunz entschieden ablehnt.
Plötzlich klopft ein Fremder an die Tür. Es ist Kurt, der verschollene Sohn des Paars, der sich aber noch nicht zu erkennen gibt. Er ist als Pflanzer in den USA reich geworden und kommt zurück, um seine Eltern zu retten, sofern der Vater seinen Fluch zurückgenommen hat. Es stellt sich heraus, dass Kurt als Kind an einem 24. Februar seine Schwester getötet hat und daher von seinem Vater ebenfalls verflucht wurde. Voller Zuversicht, dass sich alles lösen wird, legt sich Kurt schlafen. Nach Mitternacht schleichen sich Kunz und Trude in die Kammer und töten Kurt, um ihn zu berauben. Kurt kann sich noch als Sohn zu erkennen geben. Die fassungslosen Eltern stellen fest, dass sich der Fluch erfüllt hat. Im Sterben vergibt Kurt seinen Eltern und löst somit den Fluch.
Als Kurt in der Kammer seine Kleider an einem Nagel aufhängt, fällt in der Wohnstube der Eltern das Messer von der Wand. Dies soll laut Regieanweisung durch einen Mechanismus gezeigt werden, der die kausale Abfolge verdeutlicht. Kunz ergreift darauf das Messer.

## Wirkung
Eine erste private Aufführung erfolgte 1809 im Salon der Madame de Staël unter Mitwirkung von August Wilhelm Schlegel. Johann Wolfgang Goethe lobte bei der öffentlichen Uraufführung am 24. Februar 1810 im Hoftheater Weimar die beiden Schauspieler Pius Alexander Wolff und Amalie Wolff-Malcolmi in den Rollen von Kurt und Trude, wenngleich er das „Schreckliche“ des Stücks bemängelte. Es war einige Zeit sehr erfolgreich im deutschen Sprachgebiet.
Adolf Müllner schrieb 1812 eine ebenfalls erfolgreiche Neufassung Der neunundzwanzigste Februar. Dort ist der zeitgeschichtliche Hintergrund unterdrückt und die Drastik der Handlung verstärkt.

## Schicksalsdrama
Zur Überwindung der Ständeklausel werden hier bäuerliche Figuren als tragische Helden gezeigt. Die Gattung des Schicksalsdramas behandelt ein Hauptthema des 19. Jahrhunderts: das Trauma der verlorenen Autorität. Nach Auffassung von Monarchisten wird Königsmord mit Vatermord gleichgesetzt. So hat das französische Volk, das seinen König in der Französischen Revolution getötet hat, einen „Völkerfluch“ auf sich geladen.
Die Handlung spielt auf das Schicksal der Gardes suisses als persönlicher Schutzmacht des Königs beim Tuileriensturm 1792 an. In gleicher Weise ist der Protagonist und ehemalige Soldat Kunz Kuruth, der seinen Vater mit dem Tod bedroht hat, seither dessen Fluch unentrinnbar ausgeliefert. Der Verzicht auf die Gnade der verlorenen Autoritäten hat zur Folge, dass der Mensch den gnadenlosen Naturgesetzen ausgesetzt ist, und die Freiwilligkeit seiner Entscheidungen weicht einem Instinkt, dem er blind gehorcht. – Zacharias Werner bemängelte in seinen geschichtsphilosophischen Betrachtungen die „Gewaltherrschaft der zügellosen Leidenschaft“, die nach der Französischen Revolution anstelle der angestrebten Freiheit geherrscht habe. Durch Helvetik und Mediation hatte die Französische Revolution weit reichenden Einfluss auf die Schweiz.